# Bão Morakot (2009)
Bão Morakot (tên gọi quốc tế: 0908, tên gọi theo JTWC: 09W, PAGASA: Kiko) hình thành vào ngày sáng 2 tháng 8 năm 2009 từ một vùng áp thấp nhiệt đới. Trong thời gian này áp thấp mạnh lên từ từ và nâng lên thành bão nhiệt đới và được Cơ quan khí tượng Nhật Bản đặt tên là Morakot vào chiều ngày 3 tháng 8.

## Đường đi của bão
Các cơn mưa như trút nước từ trận bão đã giết chết ít nhất 65 người ở Đài Loan, và hơn 600 người mất tích. Một số người bị đe dọa tính mạng sau trận lở đất lớn đã chôn vùi hoàn toàn 1.3000 người ở làng Xiaolin. Có thêm 30 người chết tại Philippine và 6 người tại Trung Quốc lục địa. Thiệt hại do bão ước tính ít nhất là 1,4 tỷ USD ở Trung Quốc lục địa. Tại Đài Loan, cơn bão làm hư hại hơn 209 triệu USD cho ngành nông nghiệp. Ít nhất 10.000 khác bị mất tích tại các vùng núi, hàng trăm người bị đe dọa tính mạng. Morakot đã đổ vào tỉnh Phúc Kiến tại Trung Quốc và trưa ngày 9 tháng 8, mang theo mưa lớn và gió mạnh lên đến 119 cây số/giờ, theo nguồn tin từ cơ quan khí tượng Trung Quốc. Có ít nhất một đứa trẻ đã thiệt mạng vì nhà sập ở tỉnh Chiết Giang. Đến sáng sớm ngày 10 tháng 8, sức gió của cơn bão đã giảm xuống còn 83 cây số/giờ và chỉ còn là cơn áp suất nhiệt đới. Hàng trăm ngôi làng và thị trấn đã bị ngập lụt và hơn 2.000 căn nhà đã sập ở Trung Quốc. Trong khi đó tại Nhật Bản, bão Etau đổ vào bờ biển phía Tây ngày 10 tháng 8.

## Ảnh hưởng

### Nhật Bản
Hơn 200 chuyến tại sân bay Naha, quần đảo Ryukyu bị hoãn hoặc hủy. Có 12 người thiệt mạng vì nước lụt và đất chuồi, cùng 10 người khác mất tích, theo cảnh sát.

### Philippines

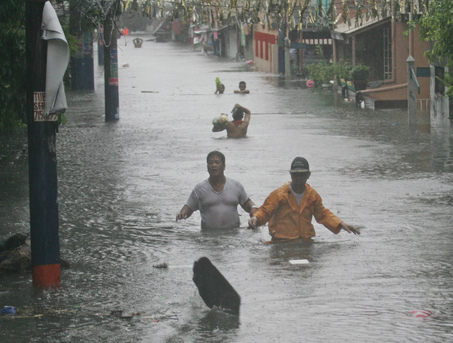
Ngập lụt ở Philippine

Tại Philippines, 7 ngôi làng (Paudpod, San Juan, Baton-lapoc, Carael, Tampo, Paco, San Miguel, Binig, Bangan, và Capayawan) đã bị nhấn chìm từ 4-ft đến 5-ft trong lũ sau khi nước tràn qua đê Pinatubo. Các đội cứu hộ gồm quân đội và cảnh sát đã cứu được 3 người quốc tịch Hàn Quốc và 9 người Canada. Khoảng 30.000 gia đình bị ảnh hưởng bởi bão Morakot; 7 người đã được xác định là đã chết. Ba khách du lịch người Pháp và hai hướng dẫn viên Filipino đã chết trong trận lũ quét do lở đất. Hàng ngàn người bị mắc kẹt trên mái nhà hoặc trên cây trong khi chờ đợi các đội cứu hộ và hàng ngàn người mất nhà cửa. Ít nhấtt có hai người chết do lũ. Ít nhất 12 người thợ mỏ có khả năng sống sót trong khi số người khác bị mất tích sau khi hầm mỏ bị sụp. Các trường học bị đóng cửa ở những vùng bị ảnh hưởng, và các đường cao tốc bị đóng cửa do lở đất.

### Đài Loan
Có 18 người chết, 35 người bị thương và 131 người mất tích. Phần lớn phía nam Đài Loan (Chiayi, Tainan, Kaohsiung, và Pingtung) và các phần của Taitung bị ngập bởi trận mưa lớn kỷ lục. Lượng mưa tại Pingtung hơn 2500 mm là trận mưa kỷ lục tại một khu vực gây ra bởi một trận bão. Các hãng hàng không tại Đài Loan đã trì hoãn một số chuyến bay và các cảng biển bị đóng cửa. Khoảng 25.000 hộ gia đình bị mất điện.
Mưa bão còn gây ra thảm họa đất chuồi tại một ngôi làng vùng núi tại phía Nam Đài Loan, phủ lấp trường học và nhà cửa cùng hàng trăm người dân dưới đống bùn lầy. Khoảng 100 người đã được trực thăng quân đội cứu hay đã chạy thoát được vụ đất chuồi vào sáng ngày 9 tháng 8 ở làng Shiao Lin. Một trong những dân làng được cứu, ông Lin Chien-chung, nói với báo chí ông tin rằng có khoảng 600 người vẫn còn bị bùn sình phủ lấp. "Bùn đất phủ kín phần lớn ngôi làng, kể cả một trường tiểu học và nhiều căn nhà," Lin nói. "Một phần của ngọn núi ở phía trên chúng tôi đã đổ sập xuống." Người này không giải thích tại sao có sự khác biệt lớn giữa ước đoán về con số ông đưa ra của ông và của cảnh sát liên quan đến những người còn bị coi là mất tích.